# Playa de la Hípica
La playa De La Hípica está situada en la Ciudad Autónoma de Melilla, España. Posee una longitud de alrededor de 580 metros y un ancho promedio de 80 metros.

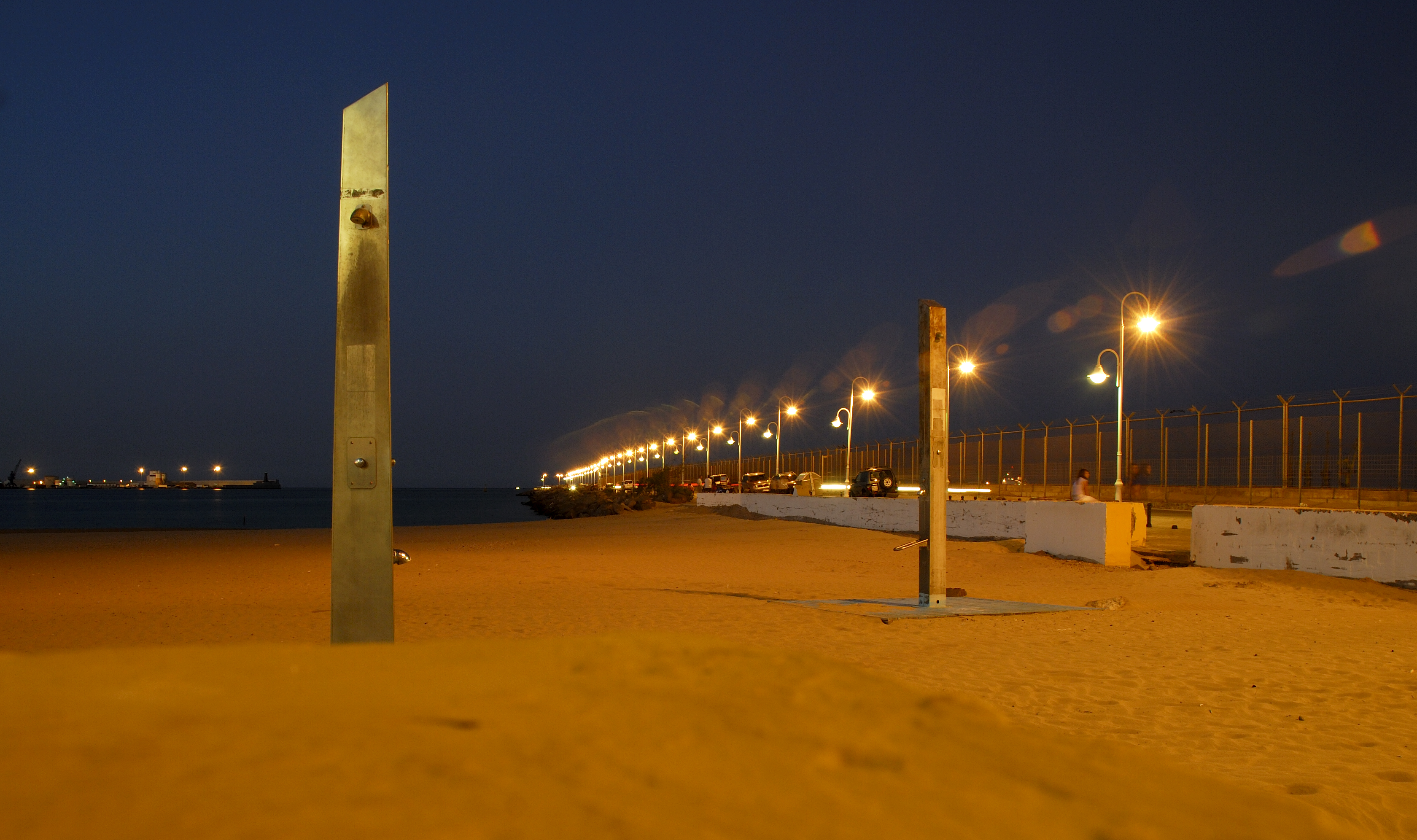